# صنایع سنگین سانی
صنایع سنگین سانی (به چینی: 三一重工股份有限公司) شرکت صنایع سنگین چینی است، که در زمینه تولید بولدوزر، جرثقیل، بیل مکانیکی، غلتک‌های راه‌سازی، ماشین‌آلات پل‌سازی، بالابر و لودر فعالیت می‌کند.
شرکت سانی در سال ۱۹۸۹ توسط لیانگ ونگن در شهر هونان راه‌اندازی شد و اکنون دارای کارخانجات تولیدی در کشورهای چین، برزیل، اندونزی، آلمان، هند و ایالات متحده آمریکا می‌باشد.
دفتر مرکزی این شرکت در شهر چانگشا قرار دارد و سهام آن در بازارهای بورس اوراق بهادار هنگ‌کنگ و بورس شانگهای معامله می‌شود.